# Kriegsgefangenenlager Sopronnyék
Das Kriegsgefangenenlager Sopronnyék war zwischen 1915 und 1920 ein Kriegsgefangenenlager der österreichisch-ungarischen Armee im damaligen Deutsch-Westungarn. Neben Kriegsgefangenen des Ersten Weltkriegs wurden hier auch österreichisch-ungarische Zivilpersonen festgehalten. Über die tatsächlichen Zahlen der Belegung des Kriegsgefangenenlagers Sopronnyék im heutigen Neckenmarkt gibt es keine aussagekräftigen Angaben.

## Lage
Das etwa 2.000 Meter lange und 450 Meter breite Areal des Lagers umfasste Grundstücke, welche auf der Grundlage des ungarischen Kriegsleistungsgesetzes von 1912 im Gebiet der Gemeinden Neckenmarkt und Haschendorf beschlagnahmt worden waren. Das Lagerkommando befand sich im Schloss Samersdorf.

## Geschichte
Am 5. April 1915 wies eine Verfügung des Kriegsministeriums das Militärkommando in Pozsony (Bratislava) an, in Neckenmarkt ein Kriegsgefangenenlager für 15.000 Mann zu errichten. Laut einer Meldung des Lagerkommandos vom 31. Jänner 1916 besaß das Lager eine Belagsfähigkeit von 13.670 Mann und war zu diesem Zeitpunkt bereits mit 2758 Personen belegt.
Zum Zeitpunkt seiner größten Ausdehnung bestand das Lager aus 500 Baracken. Da vorgesehen war, das Kriegsgefangenenlager nach Kriegsende als Truppenübungsplatz weiterzuverwenden, wurden vor allem die Sanitätsgebäude in Massivbauweise errichtet.
Ende 1916 sollten 400 Unterkünfte für gefangene rumänische Offiziere geschaffen werden, tatsächlich wurden es dann 440. Im Frühjahr des Jahres 1917 kam es zur teilweisen Überstellung der gefangenen Offiziere nach Zalaszentgrót und Plan. Vom deutschen Heer gefangen genommene Offiziere wurden ins deutsche Kaiserreich gebracht.
Neben den Kriegsgefangenen verschiedener Nationen wurden im Kriegsgefangenenlager Neckenmarkt auch expatriierte Zivilinternierte aus Bosnien-Herzegowina und dem Sandžak verwahrt, da sie wegen tatsächlicher oder vermuteter politischer Unverlässlichkeit aus dem Kriegsgebiet entfernt worden waren. Diese Zivilisten waren rechtlos und ihre Lebensumstände im Lager durften vom Roten Kreuz, das die Kriegsgefangenen mehrfach besuchte, nicht überprüft werden.
Ab 1917 erfolgte die Eintragung verstorbener Lagerinsassen in das Sterbebuch durch das Matrikenamt Neckenmarkt. Im Zeitraum vom 3. Juli 1917 bis 11. August wurden 95 russische, 94 italienische, 50 rumänische und 12 serbische Kriegsgefangene als verstorben eingetragen. Für die Verstorbenen des Kriegsgefangenenlagers wurde ein eigener Soldatenfriedhof angelegt. 1916 musste dieser vergrößert werden.
Nach der Räumung des Kriegsgefangenenlagers Neckenmarkt von Kriegsgefangenen und Zivilinternierten dienten die Unterkünfte zunächst einigen Familien, welche über keine eigene Wohnmöglichkeit verfügten, als Quartier. Ab 1920 erfolgte der Abbau des Lagers unter Verkauf aller verwertbaren Teile, die früheren Grundbesitzer erhielten ihre Grundstücke wieder zurück. Erhalten blieb lediglich der in der Katastralgemeinde Haschendorf gelegene Soldatenfriedhof, der jedoch zu einem unbekannten Zeitpunkt verkleinert wurde.